# Адмірал флоту Радянського Союзу
Адмірал флоту Радянського Союзу — найвище військове звання військово-морського флоту СРСР з 1955-го до 1991-го рр. Введено Указом Президії Верховної Ради СРСР від 3 березня 1955 року. Відповідало званню Маршал Радянського Союзу.
Раніше, з травня 1945 року до березня 1955 року, до звання Маршал Радянського Союзу прирівнювалося звання «адмірал флоту».

## Знаки розрізнення
На погонах — велика п'ятикутна зірка з променями, що виходять з-під неї, і чорним якорем на червоному тлі посередині і розташований по вертикальній осі погона герб СРСР. Аналогічні погони носили і адмірали флоту в 1945—1955 роках. На рукавах — п'ять смуг (1 широка і 4 середніх) і зірка в лавровому вінку.
Особливим знаком розрізнення звання Адмірала Флоту Радянського Союзу була та, що також носилася на шиї платинова з діамантами «Маршальська Зірка», що не відрізнялася від аналогічного знаку розрізнення Маршалів Радянського Союзу.

Нарукавний знак розрізнення Адмірала флоту Радянського Союзу

## Список адміралів флоту Радянського Союзу
Військове звання адмірал флоту Радянського Союзу було надано лише трьом воєначальникам. Це:
| Присвоєне      | Зображення | Ім'я                        | Д. Н.               | Д. С.          | Прим.                                                                  |
| -------------- | ---------- | --------------------------- | ------------------- | -------------- | ---------------------------------------------------------------------- |
| 3 березня 1955 |            | Ісаков Іван Степанович      | 10 (22) серпня 1894 | 11 жовтня 1967 |                                                                        |
| 3 березня 1955 |            | Кузнецов Микола Герасимович | 11 (24) липня 1904  | 6 грудня 1974  | позбавлений звання 17 лютого 1956, посмертно відновлений 26 липня 1988 |
| 28 жовтня 1967 |            | Горшков Сергій Георгійович  | 13 (26) лютого 1910 | 13 травня 1988 |                                                                        |